# Peter Gantzler
August Janek Peter Gantzler, född 28 september 1958 i Danmark, är en dansk skådespelare.

## Filmografi i urval
- 2022 – Fartblinda (TV-serie)
- 2020 – Morden i Helsingör (TV-serie)
- 2016 – Gentlemen & Gangsters (TV-serie)
- 2015 – The Last Kingdom
- 2005 – Steget efter
- 2004 – Krönikan (TV-serie)
- 2002–2003 – Nikolaj och Julie (TV-serie)
- 2002 – Min systers barn på fjällsemester
- 2002 – Berg skall bestigas
- 2001 – Den lejde mördaren
- 2001 – Min systers barn
- 2001 – Klappa med en hand
- 2001 – Anja & Viktor
- 2000 – Hjälp! Jag är en fisk
- 1999 – I Kina käkar dom hundar
- 1998 – När mor kommer hem